# Tragia schlechteri
Tragia schlechteri är en törelväxtart som beskrevs av Ferdinand Albin Pax. Tragia schlechteri ingår i släktet Tragia och familjen törelväxter.
Artens utbredningsområde är KwaZulu-Natal. Inga underarter finns listade i Catalogue of Life.